# 槟城阅书报社孙中山纪念馆
槟城阅书报社孙中山纪念馆是一座位于马来西亚槟城州乔治市中路的历史博物馆，在2002年11月12日开馆。该馆设于槟城阅书报社原址大楼，其大楼前身为小兰亭俱乐部，即孙中山在1905年首次到槟城时受到阅书报社第一任正副社长吴世荣与黄金庆招待及引见侨领之所。

## 简史
1905年，孙中山为了传播革命思想，他在该纪念馆的大楼发表了在槟城的第一场演讲，并在当地结识了吴世荣、黄金庆和陈新政等人。而后孙中山每次莅槟时必在此召见同志。1908年12月19日，孙中山创办其亲自命名的槟城阅书报社，肩负起团结华侨、支持革新的使命，是他在南洋推动革命的臂膀。1909年，阅书报社迁移至打铜仔街120号（现孙中山槟城基地纪念馆所在地），继续在注册华商的掩护下以地下组织的方式运行。1910年，同盟会的喉舌《光华报》从缅甸仰光移至槟城，孙中山、吴世荣和其他会员便重新发行该报，创办了《光华日报》。中国同盟会南洋总会机关部也由新加坡转移至槟城，附设于阅书报社社所，荣升为同盟会南洋总支部。

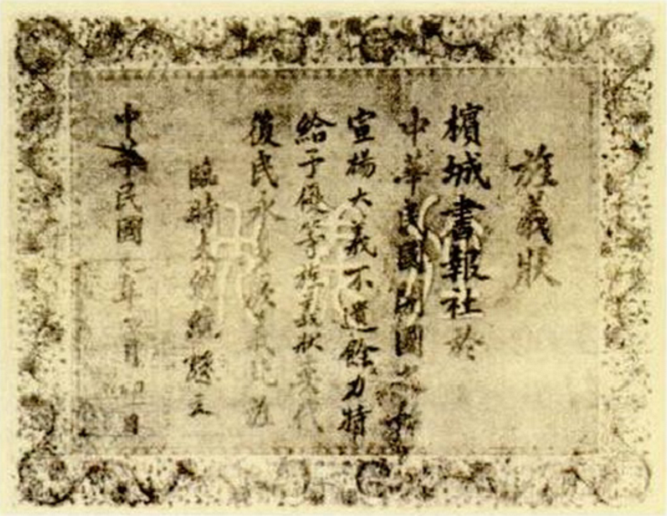
孙中山颁给槟城阅书报社的「旌义状」

1911年底，孙中山被推选为新中国的临时大总统。中华民国成立后，他于1912年颁发「旌义状」予阅书报社，以表扬其功绩。同年1月29日，槟城阅书报社再搬迁至旧和合社街（又名皇后街）52A号。1917年，阅书报社斥资购下该纪念馆大楼作为永久基业及充作有关学校上课之用，该社创办的学校之一锺灵学校在隔年从台牛后十八号阅书报社楼上迁入该楼。1935年9月，适逢锺灵学校新校舍落成后，原有校舍转供福建女校第一分校所用。1945年日本在第二次世界大战中投降，槟城光复，福建女校另建校舍而迁至。纪念馆的大楼则转让予由三民主义青年团中央直属驻槟榔屿区团部创办的中正夜学所用，但在60年代由于马来亚政府颁布1961年教育法令，导致中正夜学跟不上时局变化而关闭。

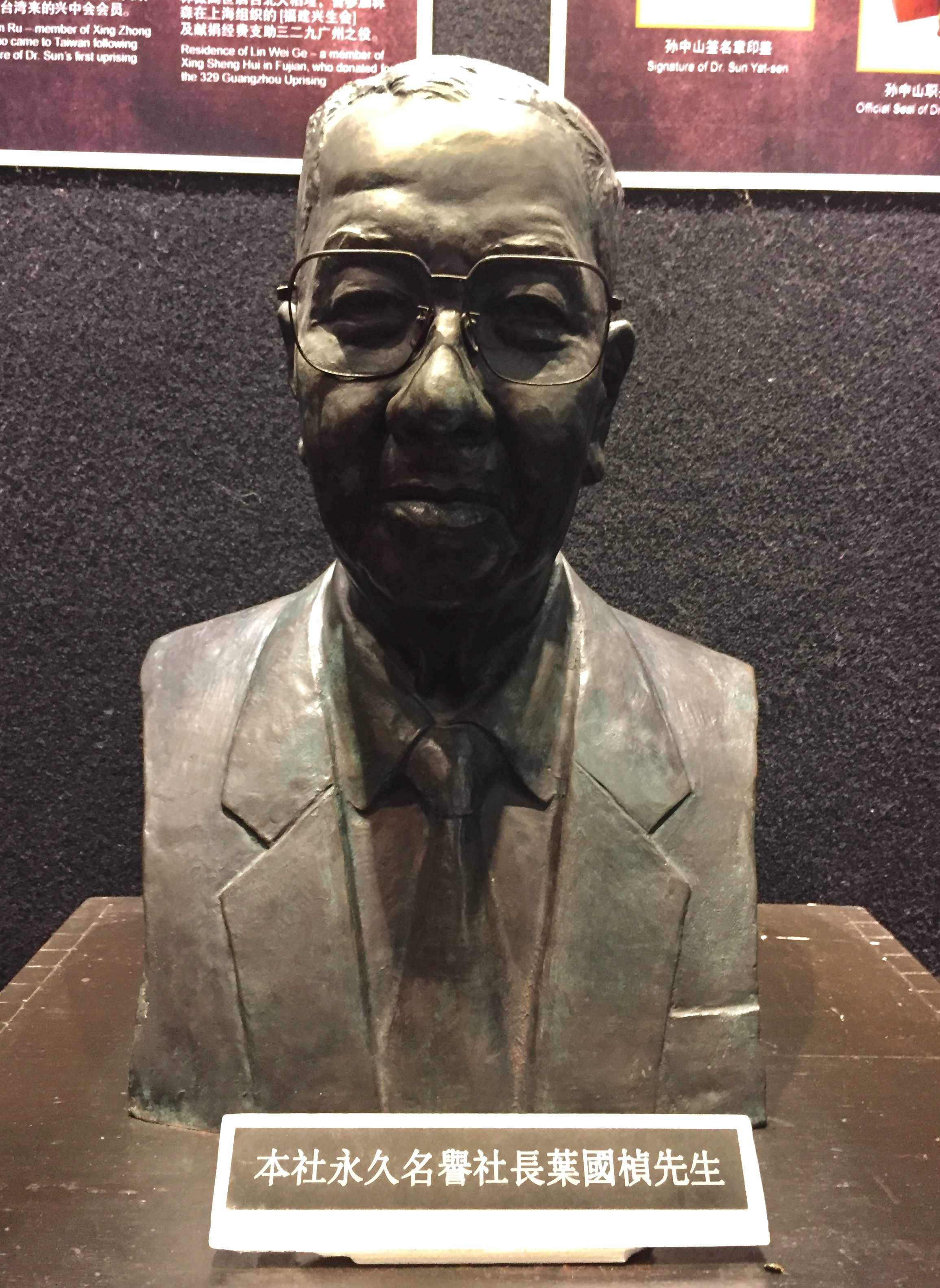
馆内展示了已故槟城阅书报社永久名誉社长叶国桢的半身铜像

1996年，槟城台湾侨校暂迁至该楼借用办学。2001年，阅书报社永久名誉社长叶国桢和报社信托人之一叶丹林倡议大楼全面重修计划，筹建孙中山纪念馆，馆内藏品有部分珍贵遗物由孙中山的孙女孙穗芳捐赠，该馆后于2002年11月12日（即孙中山诞辰纪念日）开幕。阅书报社原址改为纪念馆后，其信托人叶氏家族随后将其交由华社领袖组成的「孙中山博物馆基金会」管理。

## 建筑

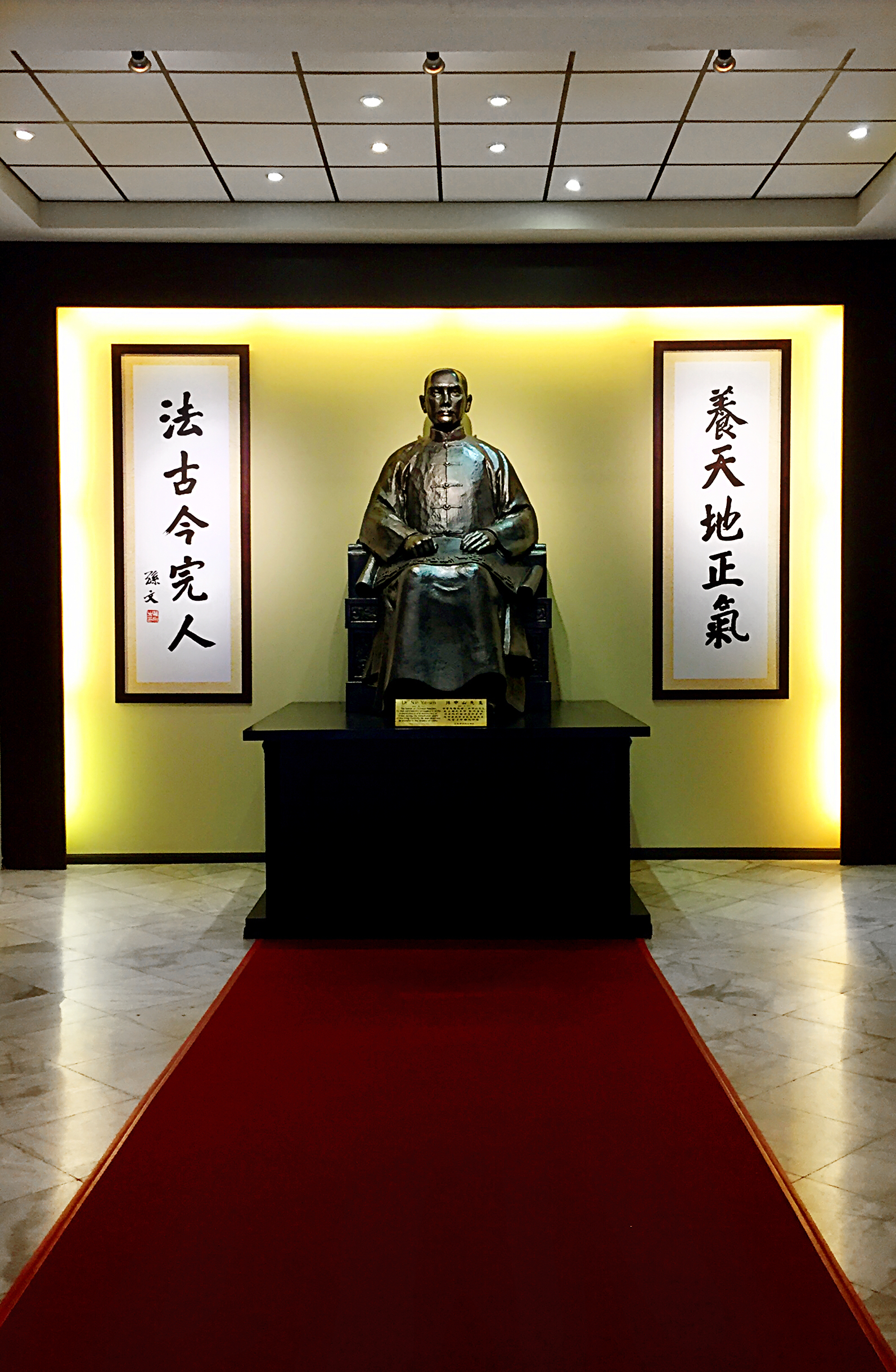
纪念馆内的孙中山铜像

孙中山铜像由同盟会会员庄春华捐献，位于大厅正中后方，面露刚毅凛然坐姿，穿着传统长袍。铜像基座上的说明牌刻有孙中山的革命史迹简述，其后方墙壁则悬挂有由孙中山挥毫书写的“养天地正气，法古今完人”书法撰联。

## 相关资料
开放时间：09:00 至 17:00（周三为休馆日）

参观券：10令吉（成人）；5令吉（学生）

## 脚注
1. 1 2  庄 2017，第5頁.
2. 1 2  . 光华日报. 2016-10-29  [2018-01-25]. （原始内容存档于2018-01-26）.
3. 1 2  庄 2017，第6頁.
4. ↑  . 1926 Heritage Hotel. 2015-05-06  [2018-01-25]. （原始内容存档于2019-09-07）.
5. ↑  苏 2015，第142頁.
6. ↑  . 中国新闻网. 2016-11-08  [2018-01-26]. （原始内容存档于2019-08-20）.
7. 1 2  . 人民日报海外版. 2002-01-24  [2018-01-26]. （原始内容存档于2011-12-14）.
8. ↑  . 孙中山槟城基地纪念馆.   [2018-01-26]. （原始内容存档于2019-10-29）.
9. ↑  邱 2008，第80頁.
10. ↑  邱 2008，第96頁.
11. ↑  . 槟华女中官网.   [2018-01-27]. （原始内容存档于2018-02-14）.
12. 1 2  . 國立國父紀念館.   [2018-01-27].[永久]
13. ↑  . 东方日报. 2012-09-26  [2018-01-27]. （原始内容存档于2018-01-28）.
14. ↑  . 全球华人专业人士网络.   [2018-01-27]. （原始内容存档于2008-12-01）.

### 文献
- 庄耿康. . 马来西亚: 槟城孙中山纪念馆. 2017.
- 史景遷. . . 由溫洽溢翻譯. 時報文化出版企業股份有限公司. 2001. ISBN 9789571333700.
- 苏庆华. . 独立作家出版社. 2015. ISBN 9789869225717.
- 邱思妮. . 由陈耀宗翻译. Areca Books. 2008. ISBN 9789834283490.